# Psicogeografia

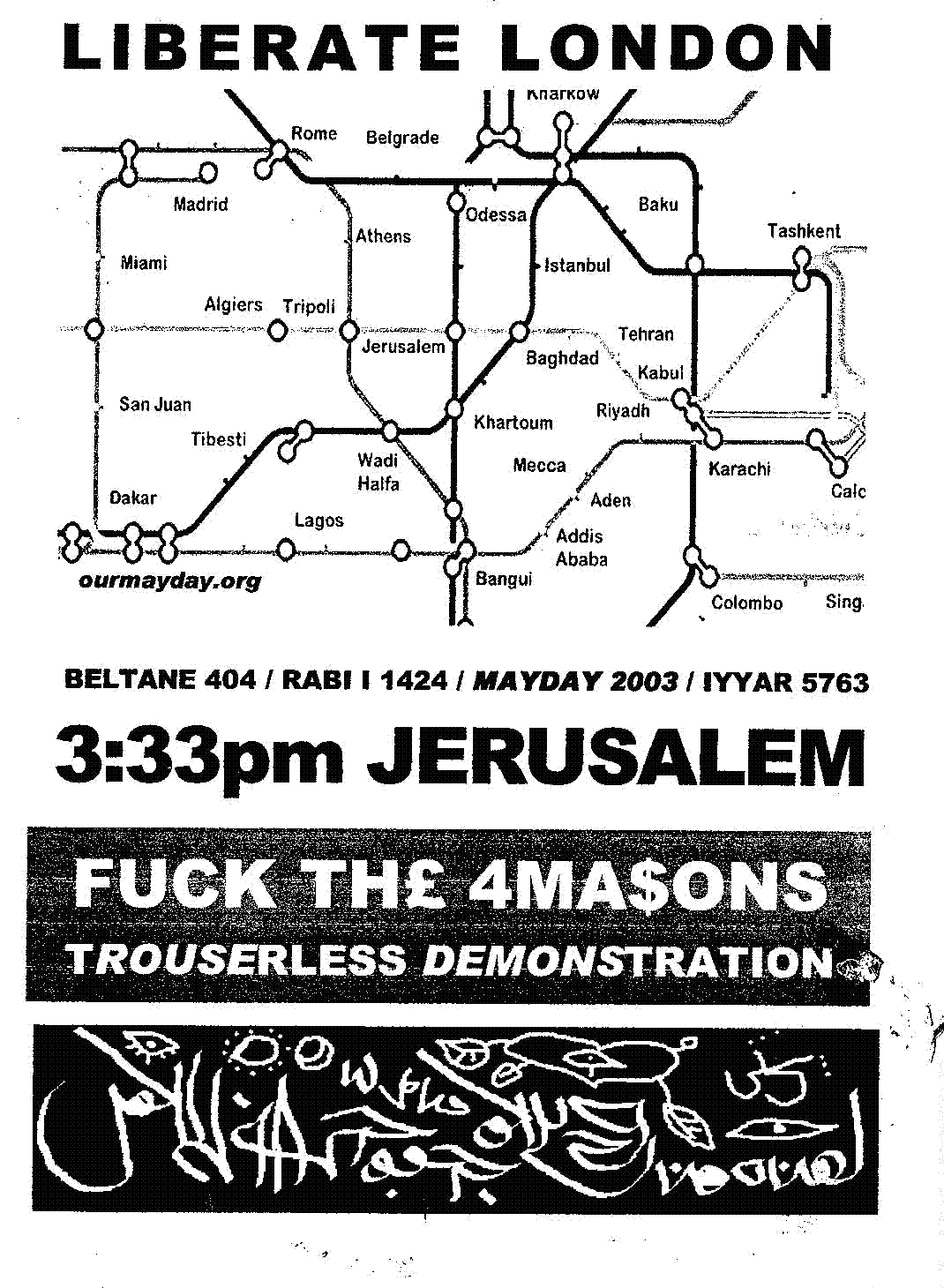
evoL PsychogeogrAphix 2003

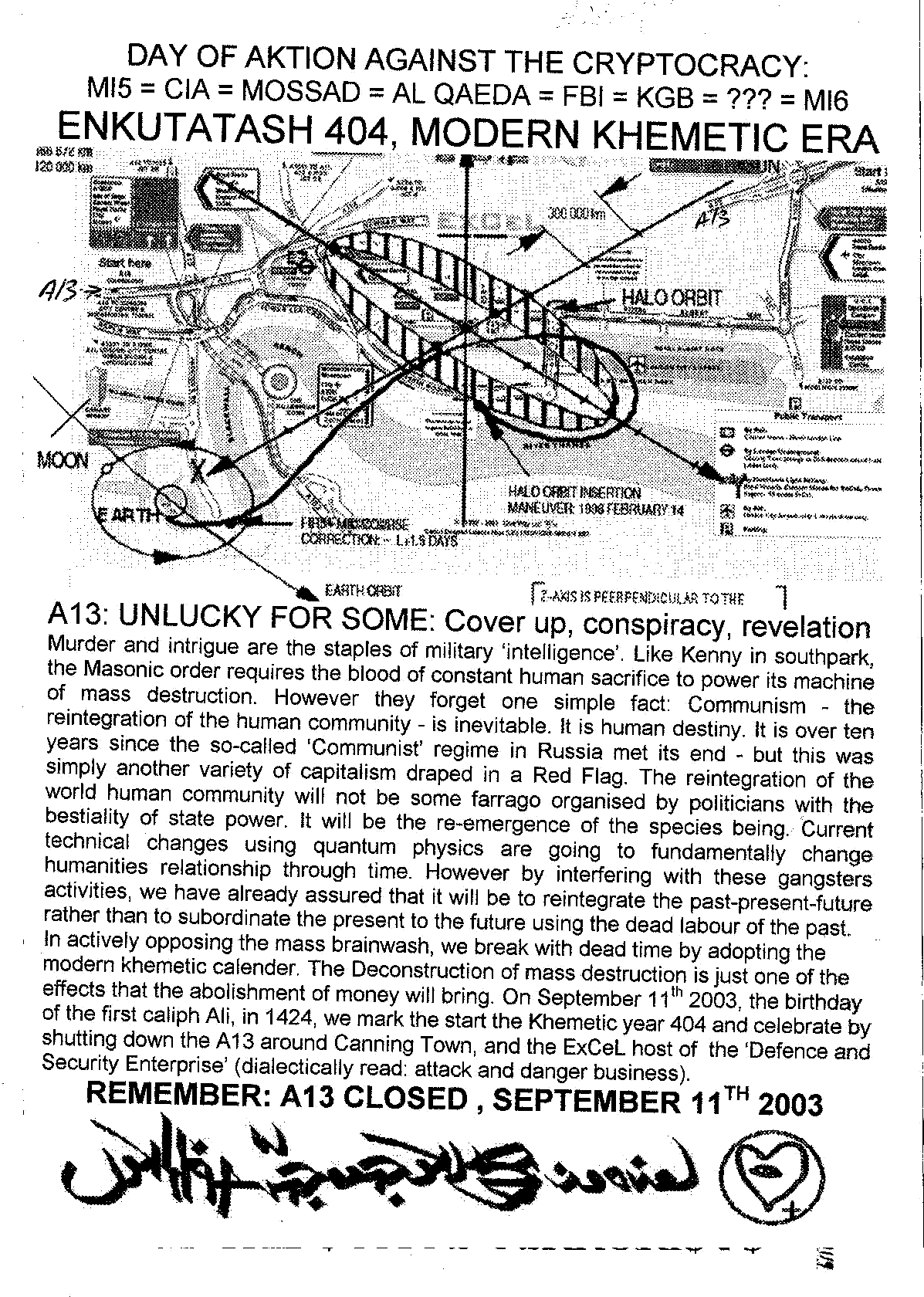
evoL PsychogeogrAphix 2003

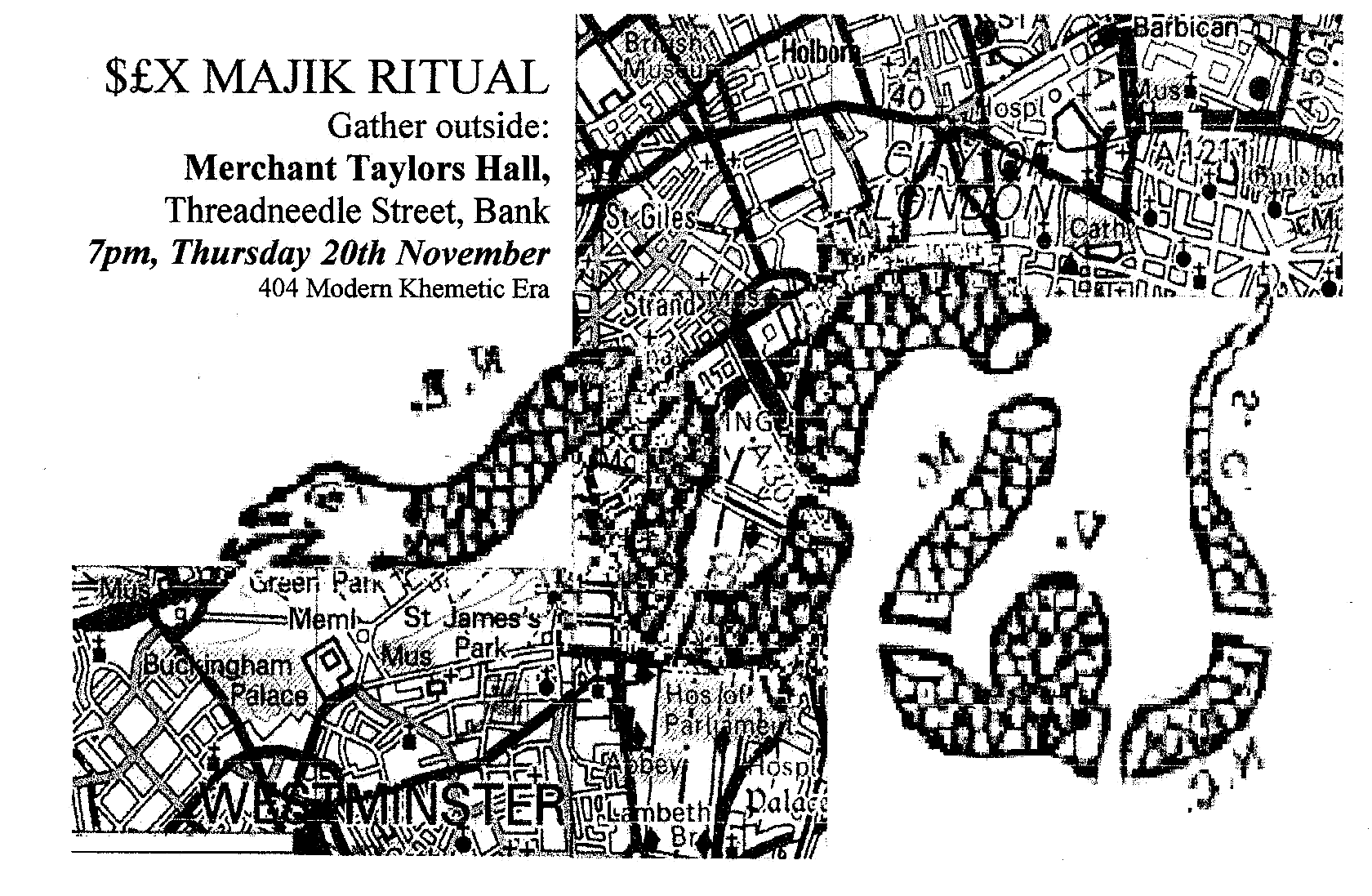
evoL PsychogeogrAphix 2004

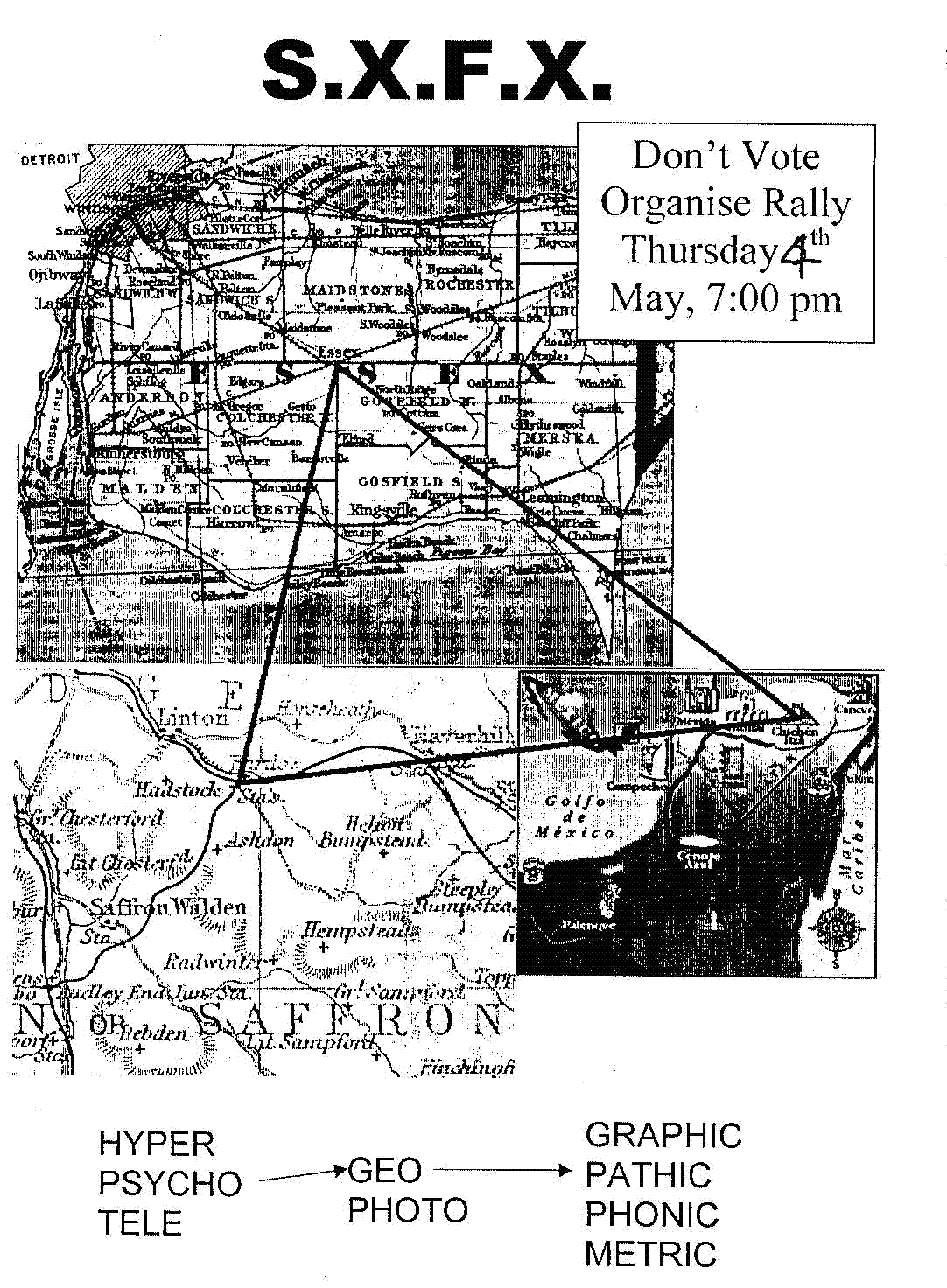
evoL PsychogeogrAphix 2005

La psicogeografia és una proposta principalment del situacionisme en la que es pretén entendre els efectes i les formes de l'ambient geogràfic en les emocions i el comportament de les persones. Una de les estratègies més conegudes de la psicogeografia, encara que no la més important, és la deriva. Es relaciona amb l'urbanisme i amb Guy Debord.
La psicogeografia va ser desenvolupada originalment per l'Internacional Lletrista a la revista Potlach. L'autor del que es coneix com a urbanisme unitari, psicogeografia, i la deriva va ser Ivan Chtcheglov, en el seu influent assaig de 1953 "Formulaire pour un urbanisme nouveau" ("Formulari per a un nou Urbanisme ").
Els lletristes demanen la reinvenció de la ciutat, tenen connexions amb moviments predecessors com el Dadaisme i el Surrealisme, mentre que la idea de deambular urbà o deriva es refereix a l'antiga concepció de la flâneur, teoritzada per Charles Baudelaire.
Després de l'exclusió de Chtcheglov dels lletristes el 1954, Debord i d'altres van treballar per aclarir el concepte d'urbanisme unitari, en un intent de crear un enfocament revolucionari per a l'arquitectura. En una conferència a Escòcia el 1956, els lletristes es van unir al International Movement for an Imaginist Bauhaus per establir una definició adequada de la idea anunciada per Gil J. Wolman, un urbanisme unitari- la síntesi d'art i tecnologia - ha de ser construït d'acord amb certs valors nous de la vida, valors que ara calia distingir i difondre. Es va exigir el rebuig del funcionalisme d'Euclides en els valors de l'arquitectura, així com la separació entre l'art i els seus voltants.

## Practicants
- Internacional Situacionista
- Peter Ackroyd
- Paul Conneally
- Guy Debord
- Adrien Fournier
- Stewart Home
- Patrick Keiller
- Will Self
- Iain Sinclair